# مارکو تولیو جوردانا
مارکو تولیو جوردانا (ایتالیایی: Marco Tullio Giordana؛ زادهٔ ۱ اکتبر ۱۹۵۰) کارگردان و فیلم‌نامه‌نویس اهل ایتالیا است. 
از فیلم‌های او می‌توان به بهترین دوران جوانی و پس از تولد دیگر نمی‌توانی پنهان شوی اشاره کرد که به جشنواره کن ۲۰۰۵ راه یافت.